# Кігосі (національний парк)
Національний парк Кігосі  — національний парк, розташований у північно-західній частині Танзанії. Національний парк Кігосі був заснований у 2019 році. Це частина комплексу водно-болотних угідь Мойовосі/Малагарасі, який є найбільшим комплексом водно-болотних угідь у Східній Африці, і має площу 8265 км2. Малагасі, Мойовосі, Ніконга, Угалла, Кігосі, Ніконга та Гомбе — це сім річок із повільною течією, які звиваються крізь величезну та заплутану мережу боліт, рівнинних озер і лісів. Ці річки не слід плутати з національним парком Гомбе Стрім, де живуть шимпанзе. Зрештою ці річки об’єднуються, утворюючи річку Малагарасі, яка впадає в озеро Танганьїка в Ілагалі. Маючи загальну площу майже 92 000 квадратних кілометрів, система водно-болотних угідь перевищує територію Португалії.

## Історія
Раніше парк був створений як заповідник Кігосі,  в 1983 році. У 2019 році його статус було підвищено до національного парку. Він охоплює площу 8265 км 2.

## Географія
Заповідник простягається від районів Букомбе та Кахама в регіоні Шіньянга до району Урамбо в регіоні Табора. Є два річних піки опадів, у лютому та листопаді. Сухий сезон починається в середині травня і закінчується в середині жовтня. Річна кількість опадів коливається приблизно від 1000 м до 1500 м. Це один із найбільших заповідників у Східній Африці із заплавними та водно-болотними екосистемами. Заповідник є важливим об'єктом охорони диких тварин і територією годування під час сухого сезону для мігруючих тварин, таких як водоплавні птахи, багато з яких мігрують з Європи та великі види ссавців.
Вважається, що екосистема цих боліт забезпечує близько 30% прісної води озера Танганьїка. Весь регіон оголошено Рамсарським угіддям, водно-болотним угіддям всесвітнього значення. Національний парк Кігосі розташований на північному сході екосистеми, де річка Ніконга з’єднується з комплексом водно-болотних угідь Мойовосі та зрошуєнеглибокі, похилі ліси Міомбо . 

## Тваринний світ
Лелека-китоглав, а також високий і витончений плетений журавель мають найбільшу концентрацію в Африці. Присутні найбільші в Африці зграї карликових гусей . Найбільші концентрації капських безкігтевих видр в Африці можна знайти на водно-болотних угіддях Мойовосі. Лев, леопард, буйвол, крокодил, топі, ситатунга, бородавочник, бабуїн, зебра, соболь, чала антилопа, канна, буйвол, орібі, звичайна і бохорська редунги, гієна, бегемот і коб звичайний Дефасса – лише деякі приклади великої савців, що тут мешкають. Ліси Міомбо оточують величезні озера й болота, на багатьох із яких є плаваючі острови пальм і папірусів, а також трав’янисті заплави, усіяні пальмами. 
Також тут численні буйволи, саблерогі антилопи, куду. Для антилопи сітатунги це одна з найбільших природоохоронних територій у Східній Африці. Водяний козел, бегемот і крокодили мають ідеальне середовище проживання у вологих районах.